# ملوترون
ملوترون (انگلیسی: Mellotron) نوعی کیبورد الکترومکانیکی با قابلیت چندصدایی و بازپخش است که نخستین بار سال ۱۹۶۳ از روی سازی مشابه به نام چمبرلین در برمینگام ساخته شد. مزیتش نسبت به چمبرلین در قابلیت تولید انبوه بود.
استفادهٔ گروه بیتلز از ملوترون در برخی ترانه‌ها باعث محبوبیت این ساز شد. پس از آنها مودی بلوز، کینگ کریمسون و جنسیس از آن در آثارشان بهره گرفتند و به ساز مرسومی در موسیقی پراگرسیو راک تبدیل شد.
ساخت ملوترون در سال ۱۹۸۶ متوقف شد اما دوباره در دههٔ ۱۹۹۰ احیا و از سوی گروه‌های مختلف به کار گرفته شد.